# Квадай Дан Синчи
Квадай Дан Синчи — естественным образом мумифицированное тело, найденное на территории провинциального парка Татшеншини-Алсек, Британская Колумбия, Канада. Тело было обнаружено в 1999 году в результате таяния ледников. Вместе с телом была найдена одежда, сшитая из беличьих шкурок, корни деревьев, тканая шляпа, трость, копьё и несколько орудий труда. С помощью радиоуглеродного анализа было установлено, что возраст тела молодого мужчины составляет примерно 300—550 лет.
Тело было обнаружено тремя охотниками, Биллом Хэнлоном, Уорреном Уордом и Майк Роше, 14 августа 1999 года во время охоты недалеко от границы территории Юкон в результате таяния ледника. Охотники продвигались вдоль ледника, выше линии леса. Они осматривали деревья и заметили на некоторых из них резные украшения и символы. Само тело у ледника было найдено Уорреном Уордом, который вёл наблюдения с помощью бинокля. 16 августа охотники рассказали о своей находке персоналу Центра Берингии. Обнаруженные останки человека, которым дали имя Квадай, являются одними из старейших хорошо сохранившихся останков человека в Северной Америке. По оценкам, человеку было 18-19 лет, когда он умер. Причина смерти учёными установлена не была. Была, однако, проведена экспертиза остатков пищи в желудочно-кишечном тракте Квадая, которая показала, что он путешествовал в течение трёх дней и прошёл не менее 100 километров. Вместе с Квадаем был обнаружен ряд перечисленных выше артефактов.
Мумия также известна как Юконский или Канадский ледяной человек. В переводе с языка южных тутчоне, местных индейцев, её название означает «стародавний найденный человек».